# Zwarte kaketoe
De zwarte kaketoe ook wel (naar het Engels) palmkaketoe genoemd (Probosciger aterrimus) is een vogel uit de orde papegaaiachtigen. 

## Kenmerken
De lichaamslengte bedraagt 60 cm en het gewicht 1 kg. De kleur is overwegend zwart met helderrode wangen en een zwarte kuif van opvallend lange smalle veren. Dit is bij beide geslachten gelijk. Onder de ogen is de naakte huid rood of roze. De ogen zijn donkerbruin, de poten en snavel zijn zwart.

## Leefwijze
Als voedsel gebruiken ze noten, zaden, vruchten, bladknoppen en mogelijk insecten en hun larven. Vruchten en zaden met harde schalen worden met de enorme haaksnavel geopend.

## Voortplanting
De nestplaatsen bestaan uit holten in dikke takken en dode bomen. Het vrouwtje legt slechts één ei, dat door beide vogels wordt bebroed. De broedtijd bedraagt 30 dagen. Het jong verlaat na 15 weken het nest maar wordt door de oudervogels nog lange tijd bijgevoerd.
Buiten de broedtijd leven deze vogels in kleine groepen.

## Verspreiding en leefgebied
De zwarte kaketoe komt voor op en rond Nieuw-Guinea en in het uiterste noorden van Australië, voornamelijk in tropische regenwouden, moerasgebieden en savannen met boomgroepen. Er worden vier ondersoorten onderscheiden:
- P. a. stenolophus: Japen en noordelijk en oostelijk Nieuw-Guinea.
- P. a. goliath: westen, midden en zuidoosten van Nieuw-Guinea.
- P. a. aterrimus: Aru-eilanden.
- P. a. macgillvrayi: zuidelijk Nieuw-Guinea en het Kaap York-schiereiland (noordoostelijk Australië).

## Bedreiging en bescherming
De zwarte kaketoe is geen bedreigde soort, maar de aantallen nemen wel geleidelijk af, onder andere door inkrimping van het leefgebied. In Australië is de vogel een beschermde diersoort krachtens de Queensland Nature Conservation Act van 1992. De soort wordt tegen vangst voor de handel beschermd door het CITES-verdrag, maar deze vogel is erg geliefd in de siervogelhandel, waardoor illegale handel in landen als Indonesië voorkomt.